# 台东镇巡捕房
36°05′05″N 120°20′58″E / 36.08472°N 120.34944°E
台东镇巡捕房位于中国山东省青岛市市北区台东五路12号，建于1909年，最初为青岛德占时期警察机构胶澳警察公署在台东镇的分支机构所在地，现仍为警察机构所使用。

## 历史
1900年6月14日，德占胶澳总督府颁布《巡捕局整理地面章程》，设立胶澳警察公署（旧译“青岛巡捕局”）。台东镇巡捕房为警察公署的下设机构，负责华人劳工聚居区台东镇的治安、交通、消防、卫生及户籍管理。巡捕房由一名德国人任警长，雇佣十余名华人巡捕。1909年，台东镇巡捕房办公楼在台东镇“棋盘街”中央露天市场西北侧建成。
1914年11月日军占领青岛后，日本陆军青岛守备军宪兵队充当警务机构，原台东镇巡捕房改为台东镇宪兵分队队部。1922年12月北洋政府收回青岛主权后设立胶澳商埠警察厅，下辖台东区警察署，设于原台东镇巡捕房。1928年，台东区警察署下辖3个分驻所，共有警察109名，设有16个马路岗位，负责台东周边及市郊浮山所、大小湛山村、辛家庄、麦岛等村庄治安。1929年南京国民政府接收青岛后，将胶澳商埠警察厅改组为青岛特别市公安局（后改名青岛市公安局、青岛市警察局），台东区警察署改为青岛特别市公安局第四分局。
1937年全面抗战爆发后，青岛市政府于12月撤出青岛市区。1938年日军再次占领青岛后，于1939年将伪青岛治安维持会警察部改为伪青岛特别市警察局，下辖台东分局。1945年抗战结束后，国民政府于10月复设青岛市警察局。1949年6月2日青岛解放后，设立青岛市公安局台东分局，仍沿用台东镇巡捕房为办公楼。1994年，因台东区撤销并入市北区，青岛市公安局台东分局并入市北分局。
台东镇巡捕房旧址现为青岛市公安局市北分局综合警务厅。台东一带的历史建筑大多在1980年代后被陆续拆除改造，台东镇巡捕房为该区域仅存的几栋历史建筑之一。2013年1月10日，该建筑列入市北区第三次全国文物普查新发现的不可移动文物名录。

## 建筑特色
台东镇巡捕房建成之初位于台东镇“棋盘街”中央露天市场的西北侧。建筑体为砖木结构，平面为矩形，长约16米，宽约10米，西半部分二层，东半部分一层（后增建为二层），具有高低错落感。正立面朝东南，外墙最初为中式灰砖墙面。其门窗拱券雕饰及山墙等细节具有德国新文艺复兴建筑风格。
该建筑建成之初采用的灰砖墙面与整个台东镇的色彩基调相协调，但该建筑为当时台东镇唯一一栋二层建筑，其建筑体与门前的旗杆在台东镇的平房中独树一帜，被认为体现了政府机构的权力与主导地位。

## 图集
- 建成之初的台东镇巡捕房
- 台东镇巡捕房及露天市场
- 日军台东镇宪兵分队，1910年代
- 北洋政府接收后的台东区警察署